# ヴィーンヌィツャ州

ヴィーンヌィツャ州
Вінницька область

ヴィーンヌィツャ州またはヴィンニツャ州（ヴィーンヌィツャしゅう、ウクライナ語: Вінницька область）は、ウクライナ中部の州の一つ。州都はヴィーンヌィツャ。ロシア語名はヴィニツィア州。

## 地理
| 母語話者（ヴィーンヌィツャ州） 2001 | 母語話者（ヴィーンヌィツャ州） 2001 | 母語話者（ヴィーンヌィツャ州） 2001 | 母語話者（ヴィーンヌィツャ州） 2001 | 母語話者（ヴィーンヌィツャ州） 2001 |
| ----------------------------------- | ----------------------------------- | ----------------------------------- | ----------------------------------- | ----------------------------------- |
|                                     |                                     |                                     |                                     |                                     |
| ウクライナ語                        | ウクライナ語                        |                                     | 94.8%                               | 94.8%                               |
| ロシア語                            | ロシア語                            |                                     | 4.7%                                | 4.7%                                |

右岸ウクライナの中央部に位置し、ウクライナ国内では7州に接する。州南西部にはドニエストル川が流れており、この川がモルドヴァ共和国との国境を成す。鉱物資源が豊富で、泥炭やカオリン、柘榴石などの鉱床が州内に1,159か所あるほか、良質なミネラルウォーターが産出されることでも知られる。

## 歴史
- ポジーリャ地方の中部・東部にあたる。中世後期・近世期にはコサックの発祥地の一つ。
- 日本の大相撲に於て同州出身の安青錦 新大（安治川）が令和六年十一月場所で新十両、令和七年三月場所で新入幕を果した。

## 地区
同州は27の地区（ラヨン）に分かれている。
1. バール地区（ウクライナ語版） （Барський район）
2. ベルシャッド地区（ウクライナ語版） （Бершадський район）
3. ヴィーンヌィツャ地区（ウクライナ語版） （Вінницький район）
4. ハイシン地区（ウクライナ語版） （Гайсинський район）
5. ジュメールィンカ地区（ウクライナ語版） （Жмеринський район）
6. イッリンツィー地区（ウクライナ語版） （Іллінецький район）
7. カリニフ地区（ウクライナ語版） （Калинівський район）
8. コズャティン地区（ウクライナ語版） （Козятинський район）
9. クリゾォピル地区（ウクライナ語版） （Крижопільський район）
10. リポヴェッツ地区（ウクライナ語版） （Липовецький район）
11. リティン地区（ウクライナ語版） （Літинський район）
12. モヒリーウ・ポジーリシキー地区（ウクライナ語版） （Могилів-Подільський район）
13. ムロヴァニ・クリリフツィ地区（ウクライナ語版） （Мурованокуриловецький район）
14. ネミリフ地区（ウクライナ語版） （Немирівський район）
15. オラチウ地区（ウクライナ語版） （Оратівський район）
16. ピシュチャーンカ地区（ウクライナ語版） （Піщанський район）
17. ポフレブィシュチェ地区（ウクライナ語版） （Погребищенський район）
18. テプリク地区（ウクライナ語版） （Теплицький район）
19. ティブリウ地区（ウクライナ語版） （Тиврівський район）
20. トマシュピル地区（ウクライナ語版） （Томашпільський район）
21. トロステャネッツ地区（ウクライナ語版） （Тростянецький район）
22. トゥルチン地区（ウクライナ語版） （Тульчинський район）
23. フメリヌィーツキー地区（ウクライナ語版） （Хмільницький район）
24. チェルニウツィー地区（ウクライナ語版） （Чернівецький район）
25. チェチェルニク地区（ウクライナ語版） （Чечельницький район）
26. シャルホロド地区（ウクライナ語版） （Шаргородський район）
27. ヤンピル地区（ウクライナ語版） （Ямпільський район）

## 市町村
市
1. イッリンツィー（Іллінці）
2. ヴィーンヌィツャ（Вінниця）
3. カルィーニウカ（Калинівка）
4. コジャーティン（Козятин）
5. シャールホロド（Шаргород）
6. ジュメールィンカ（Жмеринка）
7. トゥーリチン（Тульчин）
8. ネムィーリウ（Немирів）
9. バール（Бар）
10. ハーイスィン（Гайсин）
11. フニーヴァニ（Гнівань）
12. フミリヌィーク（Хмільник）
13. ベールシャジ（Бершадь）
14. ポフレブィーシチェ（Погребище）
15. モヒリーウ・ポジーリシキー（Могилів-Подільський）
16. ヤームピリ（Ямпіль）
17. ラディージン（Ладижин）
18. ルィーポヴェツィ（Липовець）

町
1. ブラーツラウ（Бра́цлав）

村
1. カリヌィーク（Кальни́к）

都市型集落
1. リティン（ウクライナ語版）（Літин）

## 人口
2001年ウクライナ国勢調査によるデータ。
- 総人口：1,772,400人[1]
- 都市人口：818,900人（46%）；農村人口：953,500人（54%）[2]
- 性別人口：男性は809,600人（46%）；女性は962,800人（54%）[3]

| \| 民族構成[4] \| 民族構成[4] \| 民族構成[4] \| 民族構成[4] \| 民族構成[4] \| \| ------------ \| ------------ \| ----------- \| ------------------- \| ------------------- \| \| \| \| \| \| \| \| ウクライナ人 \| ウクライナ人 \| \| 1,674,100人 (94.9%) \| 1,674,100人 (94.9%) \| \| ロシア人 \| ロシア人 \| \| 67,500人 (3.8%) \| 67,500人 (3.8%) \| \| ポーランド人 \| ポーランド人 \| \| 3,700人 (0.2%) \| 3,700人 (0.2%) \| \| ベラルーシ人 \| ベラルーシ人 \| \| 3,100人 (0.2%) \| 3,100人 (0.2%) \| \| ユダヤ人 \| ユダヤ人 \| \| 3,000人 (0.2%) \| 3,000人 (0.2%) \| \| モルドヴァ人 \| モルドヴァ人 \| \| 2,900人 (0.2%) \| 2,900人 (0.2%) \| |              |  |                     |                     |
| 民族構成 |              |  |                     |                     |
| |              |  |                     |                     |
| ウクライナ人 | ウクライナ人 |  | 1,674,100人 (94.9%) | 1,674,100人 (94.9%) |
| ロシア人 | ロシア人     |  | 67,500人 (3.8%)     | 67,500人 (3.8%)     |
| ポーランド人 | ポーランド人 |  | 3,700人 (0.2%)      | 3,700人 (0.2%)      |
| ベラルーシ人 | ベラルーシ人 |  | 3,100人 (0.2%)      | 3,100人 (0.2%)      |
| ユダヤ人 | ユダヤ人     |  | 3,000人 (0.2%)      | 3,000人 (0.2%)      |
| モルドヴァ人 | モルドヴァ人 |  | 2,900人 (0.2%)      | 2,900人 (0.2%)      |